# Sabine Zwikker
Sabine Zwikker ( Bolduque, 1968) es un escultor de los Países Bajos . A principios de los noventa, siguió a la formación de profesores Entrenamiento Visual y Diseño Arquitectónico en la Academia de Artez Monumental en Arnhem. Solo trabaja por encargo.

## Datos biográficos

### Exposiciones
- 2006 Werkgroep 1120 °C , Utrecht[1]
- 2006 Friends: Een klassieke salon, Elst[2]
- 2008 Klein Paradijs , Arnhem[3]

## Obras
Entre las mejores y más conocidas obras de Sabine Zwikker se incluyen las siguientes:
- Nu-klok - Nu-reloj (2002), Hofstraat, cerca de la esquina de Hoofdstraat, Apeldoorn
- Momenten voor de toekomst - Momentos para el Futuro (2002), Parque de las Clavelinas (Violierenpark)  Apeldoorn
- Lent Zonder titel (2006), paredes de color azul con bolas de acero inoxidable, calle de los Rolling Stones  (enlace roto disponible en Internet Archive; véase el historial, la primera versión y la última).
- Muro del túnel (2008), Conexión, subterráneo de la estación , Alphena an den Rijn  (enlace roto disponible en Internet Archive; véase el historial, la primera versión y la última).